# Demi (monnaie)
 (mars 2016).
Pour les articles homonymes, voir Demi.
Le Demi est une monnaie complémentaire apparue en Gaspésie au printemps 2015. Cette devise est créée à partir de la coupe d'un billet de banque canadien en deux moitiés, valant chacune 50 % de la valeur du billet initial. En modifiant ainsi les billets, ils sont retirés de la circulation régulière par les citoyens qui les font circuler à l'intérieur d'un réseau parallèle. C'est une mesure qui s'apparente au protectionnisme mais qui est mise en place par un groupe de citoyens plutôt que par l'État lui-même.

## Intention
Initialement, l’objectif du Demi était d’obtenir rapidement une monnaie locale sécuritaire. La contrefaçon étant l'un des grands obstacles à la confiance que peuvent avoir des citoyens face à une monnaie complémentaire, profiter des dispositifs de sécurité déjà présents sur les billets canadiens était un moyen efficace de bénéficier de cette sécurité. Toutefois, en créant le Demi à partir de billets canadiens, il demeure possible que d'autres Canadiens l’emploient. Le Demi n’est donc pas géographiquement limité, mais plutôt restreint à une utilisation d'échelle humaine, nécessitant la rencontre en personne des utilisateurs. Le Demi n'a de valeur que chez un commerçant ou un artisan qui les acceptent. Le Demi se veut également un outil éducatif en permettant aux habitants de la région où il circule de vivre l'expérience concrète d'une monnaie complémentaire.

## Légalité
Selon la Banque du Canada, il n'est pas illégal de mutiler les billets canadiens. La banque se garde toutefois le droit de refuser un billet altéré.
L'illégalité relative à la mutilation de la monnaie canadienne concerne les pièces et non les billets.
Fiscalement, les commerçants acceptant le Demi doivent percevoir des taxes et déclarer les revenus engendrés par celui-ci puisque cette monnaie est directement liée au dollar canadien. Les marchands doivent payer en dollars canadiens les perceptions du gouvernement, d’où l’importance d’avoir en complémentarité les deux types de revenus.

## Organisation
Contrairement à la plupart des monnaies complémentaires, le Demi n'est géré par aucun organisme. C'est un outil financier qui peut être qualifié de désorganisé ou d'anarchique. Chaque citoyen est une banque, ayant le libre choix de l'accepter, de l'utiliser, de recoller deux moitiés ensemble ou d'en séparer de nouvelles. L’une des particularités du Demi est que les utilisateurs, à n’importe quel moment, peuvent décider de cesser de l’utiliser. Cette caractéristique lui confère une certaine instabilité, mais oblige également ses utilisateurs à travailler activement afin de garder cette monnaie (et l’économie) vivante et dynamique.

## La vie du Demi
Le Demi a deux vies: l'une médiatique, l'autre réelle.

### Vie médiatique
Depuis une première entrevue publiée le 28 août 2015 sur les ondes de Radio-Canada quelques mois après la naissance du Demi, le phénomène a eu une portée mondiale, figurant dans les médias de plusieurs pays.
- En Amérique du Nord
  - Time Magazine: Canadians Are Cutting $20 Bills in Half to Make Two $10s
  - Macleans: The 'demi': Why some people in Quebec are cutting up their cash
  - Vice: People Are Literally Cutting $Bills in Half to Make Two Tens In This Quebec Town
- En Asie
  - iAsk.ca: 加国惊现「半钞」：加元钞票剪半使用 面额减半

- En Europe
  - Trend.sk: Kanaďania rozmieňajú bankovky ich strihaním na polovice
  - Franceinfo: Demi billet

Le Parti Rhinocéros a également proposé d’utiliser le Demi comme monnaie pour la Gaspésie en 2014. 
Une liste plus exhaustive des articles traitant du Demi se trouve sur ce site

### Vie pratique
Sur le terrain, quelques mois après la création du Demi, une trentaine de commerces l’acceptaient. Ce sont pour la plupart de petites entreprises allant du maraîcher à la couturière. Au moment de la parution dans les médias d'articles concernant le Demi, c'était plutôt une quinzaine de commerces qui l'acceptaient. 
Cette carte  permet de suivre l'évolution du Demi sur le territoire Gaspésien mais l'ampleur du Demi est difficilement vérifiable pour l'instant puisqu'il n'y a pas d'études faites à son sujet et qu'il n'y a en 2016 toujours aucun outil de mesure du nombre de transactions qui sont effectuées avec cette devise, ni même de combien de billets sont en circulation.

## Monnaie locale jumelle
À partir de juin 2018, le BLÉ, une monnaie locale dont la logique s'inspire du Demi, entrera en vigueur dans la ville de Québec,.